# Sternocera syriaca
Sternocera syriaca es una especie de escarabajo del género Sternocera, familia Buprestidae. Fue descrita científicamente por Saunders en 1874.

## Distribución geográfica
Habita en la región afrotropical.